# Sisanje
Sisanje je način hranjenja podmlatka koji je svim sisavcima dao taj zajednički naziv. Za razliku od drugih životinjskih razreda koji uopće ne hrane svoj podmladak (kao na pr. reptili) ili ga hrane prikupljenom hranom (kao većina ptica), ženke sisavaca imaju mliječne žlijezde koje luče hranjivu tekućinu (mlijeko), prilagođenu prehrambenim potrebama svog podmlatka. S rađanjem mladunčeta mliječna žlijezda počinje s lučenjem mlijeka kojom se mladunac hrani tako dugo dok ne može početi s hranjenjem i probavom obične, čvrste hrane inače svojstvene vrsti kojoj pripada. Kako se smanjuje potreba mladunca za mlijekom jer mladunac uz mlijeko počinje s uzimanjem druge hrane, smanjuje se i količina mlijeka koje luče žlijezde. 